# Gare de Monterosso
La gare de Monterosso (en italien : stazione di Monterosso) est une gare ferroviaire située sur le territoire de la commune de Monterosso al Mare, dans la province de La Spezia, en Ligurie, dans le nord-ouest de l'Italie.

## Situation ferroviaire
Établie à 11 mètres d'altitude, la gare de Monterosso est située au point kilométrique 70,711 de la ligne Gênes-Pise.
Elle est dotée de trois voies encadrées par deux quais latéraux et un quai central.

## Histoire
La gare a été inaugurée le 24 octobre 1874, en même temps que la ligne ferroviaire section de Sestri Levante à La Spezia de la ligne Gênes-Pise.
Le 11 mars 1918, la gare est agrandie avec extension de la voie de garage. Dans le même temps, la nouvelle signalisation de la gare, contrôlée par le poste central, est mis en service.
Le 15 janvier 1962, le doublement de la voie entre Monterosso et Corniglia est inauguré, y compris la nouvelle gare de Vernazza. Le doublement de la ligne Gênes-Pise a été achevé, dans les environs de Framura, le 23 janvier 1970.

## Service des voyageurs

### Accueil
Gare de Ferrovie dello Stato Italiane, elle est dotée d'un bâtiment voyageurs avec un guichet et un Distributeur automatique de titres de transport.

### Desserte

#### Trains grandes lignes

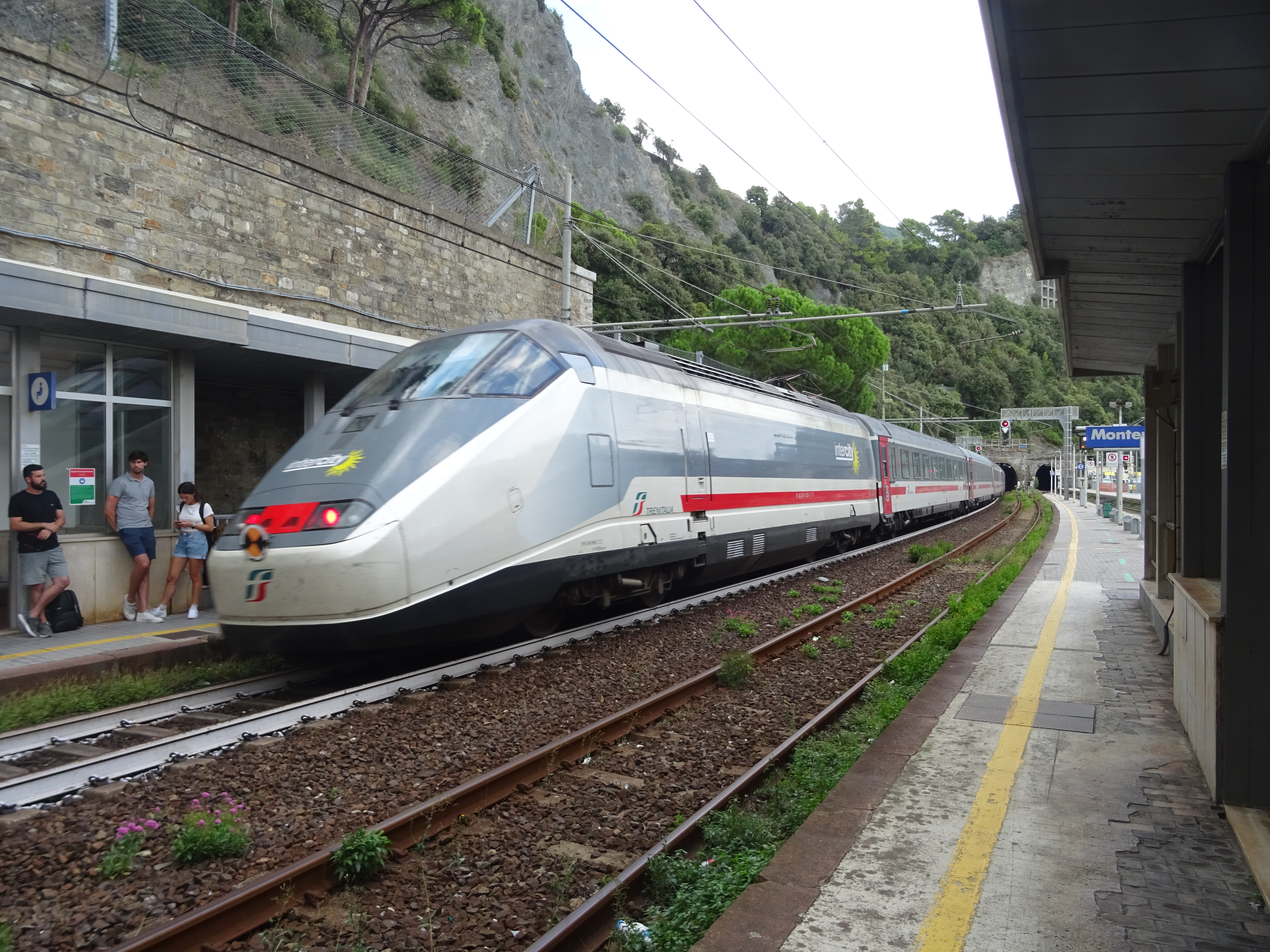
Train Intercity à destination de La Spezia Centrale quittant la gare.

La gare de Monterosso est desservie plusieurs fois par jour par les trains Intercity reliant Milan-Centrale à La Spezia, Livourne ou Grosseto via Gênes-Piazza-Principe ou Naples-Centrale à Sestri Levante.

#### Trains régionaux
La gare de Monterosso est desservie toutes les heures toute l'année par des trains Regionale reliant Sestri Levante à La Spezia, dont certains sont amorcés depuis Savone ou Gênes. Plusieurs trains Regionale Veloce reliant Gênes à La Spezia marquent également l'arrêt en gare de Monterosso.
En saison touristique, les trains Regionale « Cinque Terre Express » assurent une desserte omnibus cadencée à la demi-heure entre Levanto et La Spezia Centrale, dont certains trains sont prolongés jusqu'à La Spezia Migliarina ou Sarzana.

### Intermodalité
La gare de Monterosso n'est en correspondance avec aucune autre ligne de transports en commun.